# Холла, Дэнни
Дэнни Холла (нидерл. Danny Holla; родился 31 декабря 1987 года, Алмере, провинция Флеволанд) — нидерландский футболист, игравший на позиции опорного полузащитник.
Бо́льшую часть карьеры провёл в «Гронингене», выступал также на правах аренды за «Зволле» и ВВВ-Венло. В период с 2012 по 2014 год был игроком клуба АДО Ден Хааг.

## Карьера
Дэнни Холла начинал играть в футбол в местных командах своего города — «Бёйтенбойз» и «Омниворлд». С 2001 года он стал выступать за юношескую команду «Гронингена», а спустя пять лет дебютировал в первой команде.
Первый матч в составе клуба 18-летний полузащитник провёл 18 сентября 2006 года в Кубке Нидерландов, выйдя на замену в конце встречи. 19 ноября, в матче Эредивизи против «Виллема II», Холла впервые вышел в стартовом составе; игра завершилась крупной победой «Гронингена» со счётом 4:1. В дебютном сезоне на счету футболиста было 6 игр в чемпионате, а также по две игры в кубке страны и матчах плей-офф Эредивизи за путёвку в Кубок УЕФА.
В апреле 2009 года Дэнни продлил контракт с «Гронингеном» до середины 2013 года. В июне 2012 года Холла перешёл в клуб АДО Ден Хааг. В августе 2016 года перешёл в английский клуб «Брайтон энд Хоув Альбион»

## Статистика выступлений
| Клуб               | Сезон            | Чемпионат | Чемпионат | Плей-офф чемпионата | Плей-офф чемпионата | Кубок Нидерландов | Кубок Нидерландов | Итого | Итого |
| Клуб               | Сезон            | Игры      | Голы      | Игры                | Голы                | Игры              | Голы              | Игры  | Голы  |
| ------------------ | ---------------- | --------- | --------- | ------------------- | ------------------- | ----------------- | ----------------- | ----- | ----- |
| Гронинген          | 2006/07          | 6         | 0         | 2                   | 0                   | 2                 | 0                 | 10    | 0     |
| Гронинген          | 2007/08          | 6         | 0         | 0                   | 0                   | 0                 | 0                 | 6     | 0     |
| Гронинген          | 2008/09          | 30        | 5         | 4                   | 1                   | 3                 | 1                 | 37    | 7     |
| Гронинген          | 2009/10          | 22        | 2         | 0                   | 0                   | 2                 | 0                 | 24    | 2     |
| Гронинген          | 2010/11          | 20        | 2         | 2                   | 0                   | 3                 | 0                 | 25    | 2     |
| Гронинген          | 2011/12          | 13        | 0         | 0                   | 0                   | 1                 | 0                 | 14    | 0     |
| Гронинген          | Итого            | 97        | 9         | 8                   | 1                   | 11                | 1                 | 116   | 11    |
| Зволле (аренда)    | 2007/08          | 23        | 8         | 0                   | 0                   | 2                 | 0                 | 25    | 8     |
| Зволле (аренда)    | Итого            | 23        | 8         | 0                   | 0                   | 2                 | 0                 | 25    | 8     |
| ВВВ-Венло (аренда) | 2011/12          | 16        | 2         | 4                   | 4                   | 0                 | 0                 | 20    | 6     |
| ВВВ-Венло (аренда) | Итого            | 16        | 2         | 4                   | 4                   | 0                 | 0                 | 20    | 6     |
| АДО Ден Хааг       | 2012/13          | 28        | 11        |                     |                     | 1                 | 0                 | 29    | 11    |
| АДО Ден Хааг       | 2013/14          | 26        | 3         |                     |                     | 2                 | 0                 | 28    | 3     |
| АДО Ден Хааг       | Итого            | 54        | 14        |                     |                     | 3                 | 0                 | 57    | 14    |
| Всего за карьеру   | Всего за карьеру | 190       | 33        | 12                  | 5                   | 16                | 1                 | 218   | 39    |

(откорректировано по состоянию на 1 июля 2014 года)